# Баденско-пфальцский диалект
Баденско-пфальцский диалект (нем. Badisch-Pfälzisch), известный также как курпфальцский (нем. Kurpfälzisch; в диалекте — Kurpälzisch), — немецкий диалект, принадлежащий к переднепфальцским диалектам рейнско-франкской группы и праворейнским диалектам.
Курпфальцский диалект распространён в праворейнском Курпфальце, однако отличия от леворейнского Переднего Пфальца минимальны. Область распространения диалекта простирается от Маннхайма и Фирнхайма на севере через Вайнхайм, Хайдельберг, Визлох к Брухзалю на юге. На востоке диалект доходит до баденского Оденвальда через Неккаргемюнд до Эбербаха, Мосбаха и Зинсхайма. На данной территории проживает около 1,5 миллионов человек.
Для диалекта характерно употребление isch вместо ich, p вместо pf (например, в словах Palz, Parrer, Appl, Peif, Pund, Plaum), употребление долгой o вместо стандартных au или ei.